# Resolució 296 del Consell de Seguretat de les Nacions Unides
La Resolució 296 del Consell de Seguretat de les Nacions Unides fou adoptada per unanimitat el 18 d'agost de 1971, després d'examinar l'aplicació de Bahrain per a ser membre de les Nacions Unides, el Consell va recomanar a l'Assemblea general que Bahrain fos admès.